# Open Graphics Project
Open Graphics Project — проект разработки аппаратного обеспечения с открытым исходным кодом / открытой архитектуры и стандарта для видеокарт, в первую очередь ориентированных на свободное программное обеспечение / операционные системы с открытым исходным кодом. В рамках этого проекта была создана перепрограммируемая плата для разработки и прототипирования и была поставлена цель в конечном итоге создать полнофункциональную и конкурентоспособную графическую карту для конечных пользователей.

## OGD1
Первым продуктом проекта стала видеокарта PCI, получившая название OGD1, в которой использовалась интегральная микросхема Field-programmable gate array (FPGA). Хотя карта не могла конкурировать с графическими картами на рынке в то время с точки зрения производительности или функциональности, она предназначалась для использования в качестве инструмента для прототипирования первой прикладной платы интегральной схемы (ASIC) проекта, а также для других специалистов, нуждающихся в программируемых графических картах или платах прототипирования на основе FPGA. Была также выражена надежда на то, что этот прототип привлечет достаточный интерес, чтобы получить некоторую прибыль и привлечь инвесторов для следующей карты, поскольку предполагалось, что для начала производства специализированного проекта ASIC потребуется около 2 000 000 долл. США. PCI Express и / или Mini-PCI варианты, где планируется следовать. OGD1 начал поставляться в сентябре 2010 года, примерно через шесть лет после начала проекта и через 3 года после появления первых прототипов.
Будут опубликованы полные спецификации и выпущены драйверы устройств с открытым исходным кодом. Все RTL будут выпущены. Исходный код драйверов устройств и BIOS будет выпущен под лицензиями MIT и BSD. RTL (в Verilog), используемый для FPGA, и RTL, используемый для ASIC, планируется выпустить под лицензией GNU General Public License (GPL).
Он имеет 256 MiB DDR RAM, пассивно охлаждается и соответствует стандартам DDC, EDID, DPMS и VBE VESA. Также планируется ТВ-выход.

## Подразделения / термины, связанные с OGP
Открытый графический проект (OGP)Группа людей, разрабатывающих ОГА, ее письменную документацию и ее продукцию.
Открытая графическая архитектура (AGA)Торговое название открытых графических архитектур, заданное проектом Open Graphics.
Открытая разработка графики (OGD)Начальная плата экспериментирования на основе FPGA используется в качестве тестовой платформы для TRV ASICs.
Технология обхода (TRV)Коммерческое название первых продуктов ASIC на основе открытой графической архитектуры.
Открытая графическая карта (ОГК)
Видеокарты на основе чипов TRV.
Open Hardware Foundation (OF)Некоммерческая корпорация, устав которой заключается в содействии разработке и производству аппаратных средств с открытым исходным кодом и открытой документацией.